# Gerstaeckerus chensicieni
Gerstaeckerus chensicieni là một loài bọ cánh cứng trong họ Endomychidae. Loài này được Kryzhanovskii miêu tả khoa học năm 1960.